# Luigi Camillo Fumagalli
Luigi Camillo Fumagalli (Bergamo, 2 febbraio 1886 – 20 dicembre 1969) è stato un politico italiano, eletto nella I e II legislatura della Repubblica Italiana alla Camera.

## Biografia
Iscritto alla facoltà di matematica dell'Università di Bologna, nel 1905 si trasferisce a giurisprudenza, laureandosi nel 1909, lavora poi come avvocato.
Nel secondo dopoguerra è impegnato in politica con la Democrazia Cristiana. Viene eletto alla Camera dei deputati alle elezioni politiche del 1948, nella circoscrizione Brescia-Bergamo. Dal 1º luglio 1952 a fine legislatura è presidente della Commissione Diritto, procedura e ordinamento giudiziario, affari di giustizia, autorizzazione a procedere. Conferma il proprio seggio a Montecitorio anche alle elezioni del 1953. Conclude il mandato parlamentare nel 1958.
Muore il 20 dicembre 1969, all'età di 83 anni.